# Тюркю
Тюркю́ (тур. türkü, букв. «турецкий») — жанр турецких народных песен лирического содержания. В отличие от мани, другого жанра турецких народных песен, тюркю не имеют характерной формы манеры исполнения; таким образом, каждая отдельная песня тюркю является самостоятельным произведением со своей мелодией.
Среди основных тем тюркю — любовные переживания, печаль, скорбь, тоска, жизненные ситуации. Реже встречаются тюркю радостного содержания. Отдельный жанр составляют солдатские и героические тюркю. Многие колыбельные песни (тур. ninniler) также относятся к жанру тюркю. Как это свойственно фольклорным произведениям, авторство тюркю обычно неизвестно, они передавались на слух и лишь позже некоторые были записаны. При передаче без записи изменениям подвергались и музыка, и тексты тюркю, но неизменным сохранялся лиризм. Первоначально тюркю исполнялось в сопровождении саза, однако сегодня исполнение может сопровождаться и другими музыкальными инструментами или вовсе не иметь сопровождения. Тюркю классифицируют по мелодиям (регулярная мелодия, нерегулярная мелодия) и по темам. Возможны и другие классификации (например, по местности).